# هلاند
هلاند (به انگلیسی: Helland) یک روستا و محله مدنی در بریتانیا است که در کورنوال واقع شده‌است. هلاند ۲۰۴ نفر جمعیت دارد.